# Niebuszewo
Niebuszewo (do 1945 niem. Zabelsdorf) – część miasta i osiedle administracyjne Szczecina, będące jednostką pomocniczą miasta, położone w dzielnicy Północ.
Według danych z 2021 r. na osiedlu na pobyt stały zameldowanych było 16 457 osób.

## Położenie
Część miasta Niebuszewo jest przedzielone linią kolejową na dwie części, gdzie część północna, należąca do dzielnicy Północ, to Niebuszewo właściwe, które w większości zajmowane jest przez spółdzielcze osiedle Książąt Pomorskich oraz osiedle bpa Bandurskiego. Za to część południowa należy administracyjnie do osiedla Niebuszewo-Bolinko w dzielnicy Śródmieście.

## Samorząd mieszkańców
Rada Osiedla Niebuszewo liczy 15 członków. W wyborach do rad osiedli 20 maja 2007 roku udział wzięło 413 głosujących, co stanowiło frekwencję na poziomie 1,03% (najmniejszą spośród osiedli Szczecina). W wyborach do rady osiedla 13 kwietnia 2003 udział wzięło 105 głosujących, co stanowiło frekwencję 2,80%.
Samorząd osiedla Niebuszewo został ustanowiony w 1990 roku.

## Zdjęcia

Szczecin-Niebuszewo
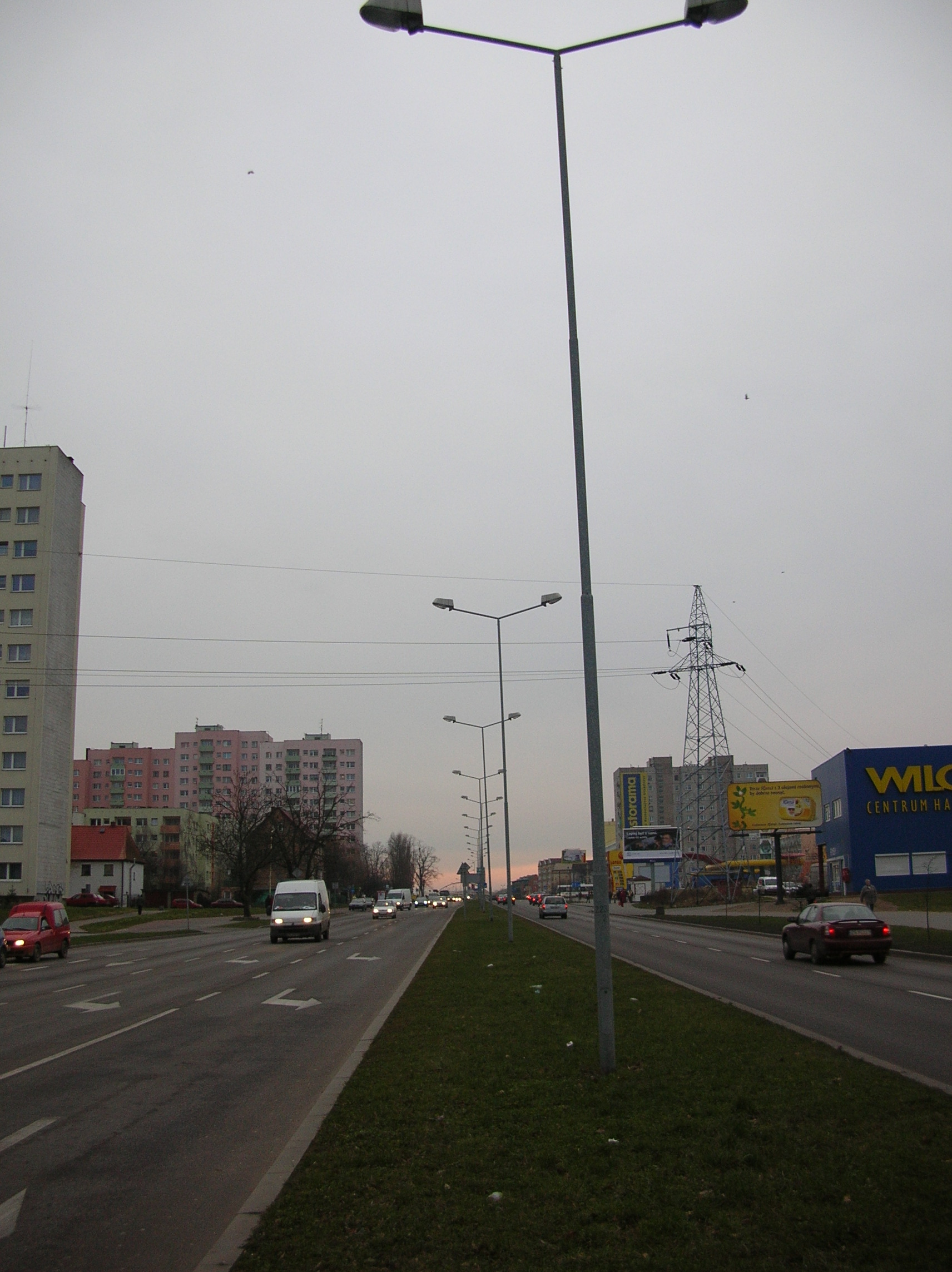
Obwodnica śródmiejska Szczecina, ul. Przyjaciół Żołnierza